# Kamov Ka-29
El Kamov Ka-29 (en ruso: Ка-29, designación OTAN: Helix-B) es un helicóptero naval para misiones de transporte de asalto desarrollado por la compañía rusa Kamov para la Armada Soviética y actualmente en servicio en la Armada Rusa y en la de Ucrania. Ha sido desarrollado a partir del helicóptero antisubmarino Ka-27 (Helix-A) y a partir del Ka-29 se desarrolló el helicóptero de alerta aérea temprana Ka-31.

## Variantes
Ka-252TBPrototipo.
Ka-29Helicóptero de producción en serie para transporte de asalto
Ka-29VPNTSUHelicóptero designador.
Ka-31 (Ka-27RLD)Helicóptero de alerta aérea temprana (AEW)

## Operadores

### Operadores actuales
Rusia
- Aviación Naval Rusa

 Ucrania
- Aviación Naval Ucraniana

### Antiguos operadores
Unión Soviética
- Aviación Naval Soviética

### Desarrollos relacionados
- Kamov Ka-25
- Kamov Ka-27 / Ka-28
- Kamov Ka-31
- Kamov Ka-32

### Aeronaves similares
- SH-60 Seahawk